# Ginnheim

Le quartier (en rouge) au sein de l'arrondissement (en gris foncé) et de la ville (en gris clair)

Francfort-Ginnheim (en allemand : Frankfurt-Ginnheim) est un quartier (Stadtteil) de Francfort-sur-le-Main.

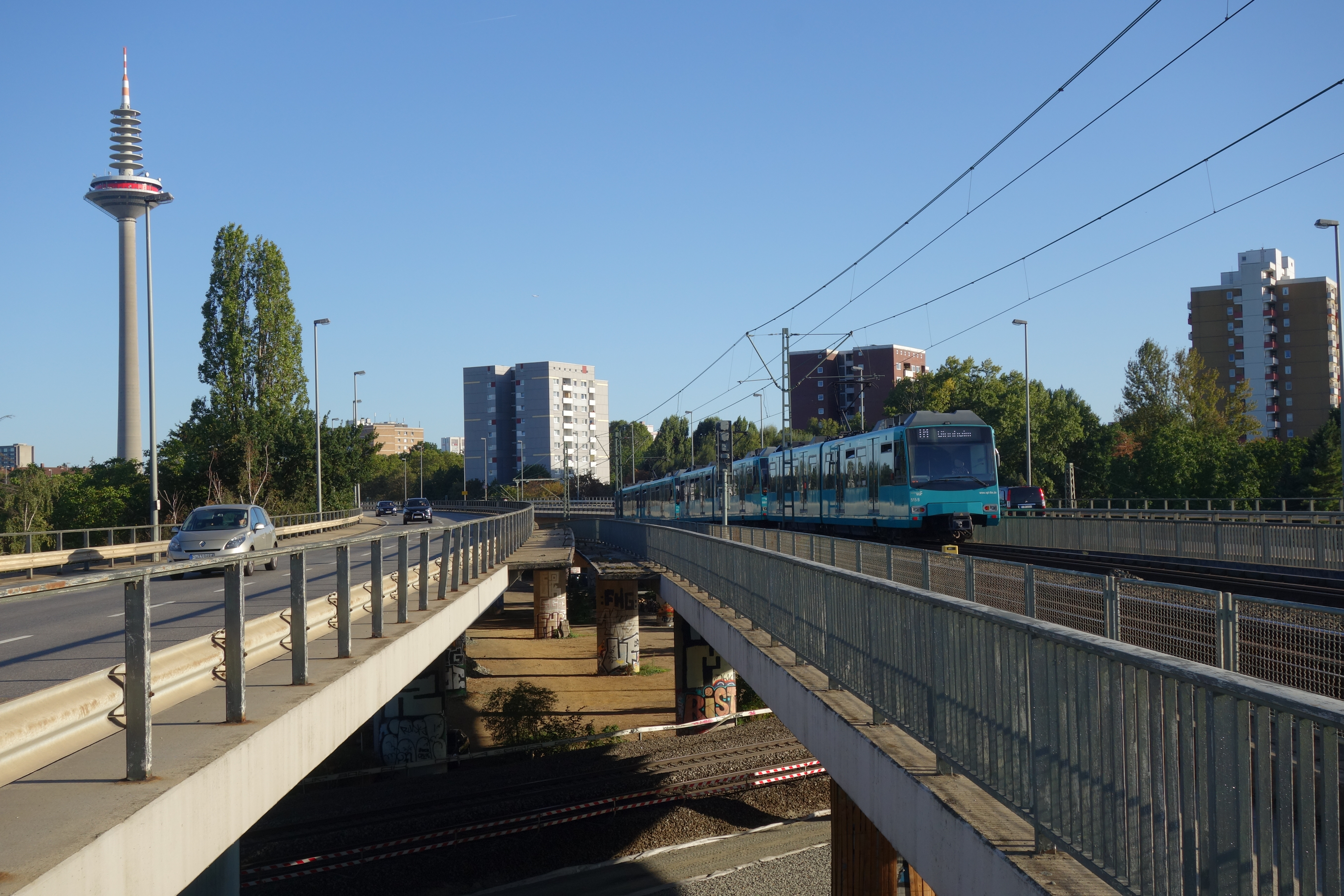
Vue le long de la Rosa-Luxemburg-Straße avec la ligne de métro menant aux immeubles de grande hauteur de Ginnheim et à la Tour d'Europe